# Theodor Pixis (konstnär)

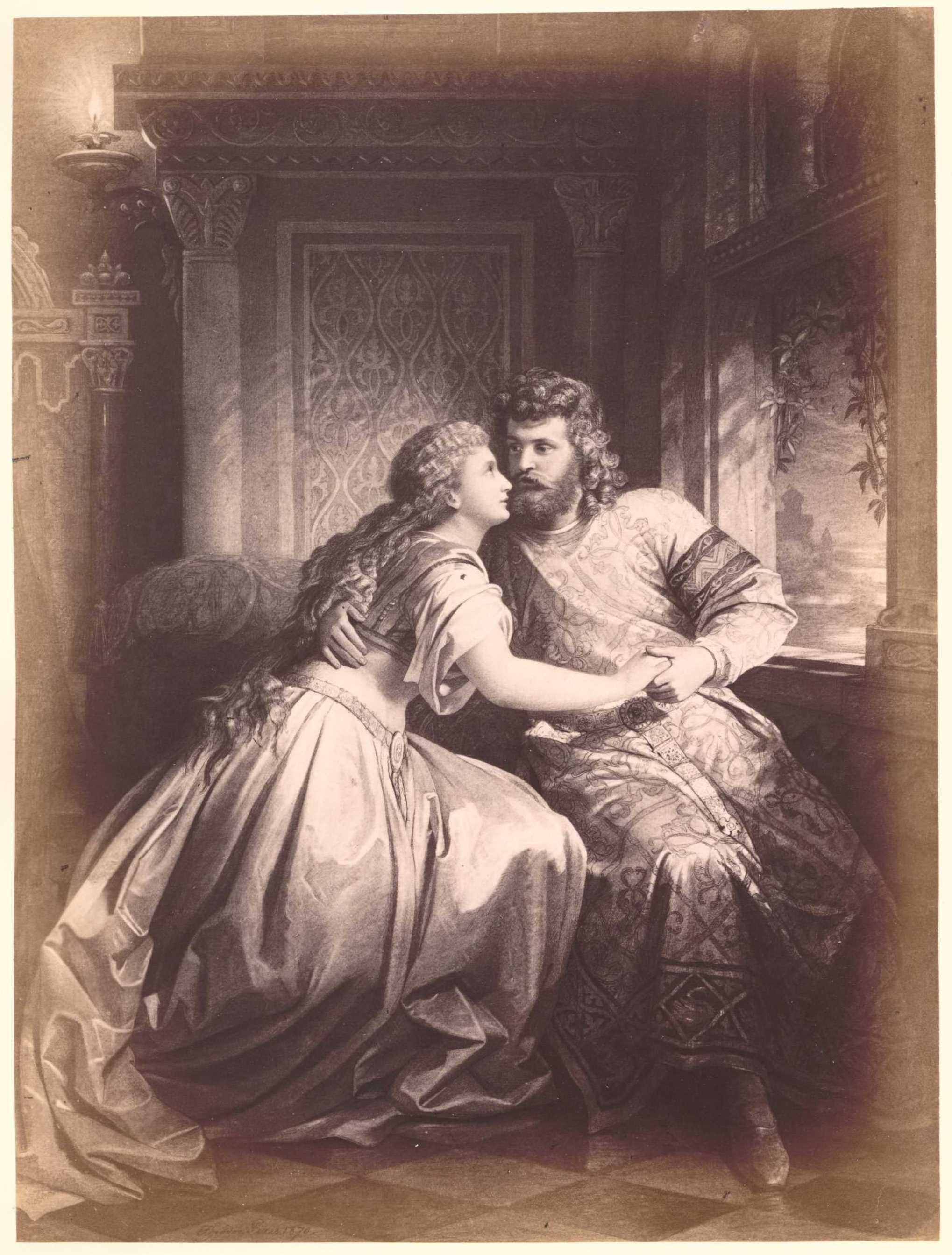
Elsa och Lohengrin.

Theodor August Ludwig Pixis, född den 1 juli 1831 i Kaiserslautern, död den 19 juli 1907 i Pöcking, var en tysk målare.
Pixis studerade juridik i München, ägnade sig 1852 åt konsten, studerade vid konstakademien under Kaulbach samt i Italien. Han målade fresker (bland annat scener ur Karl X Gustavs och Karl XI:s levnad) i Münchens gamla nationalmuseum (1860-62), illustrerade tyska folkvisor och Wagners operor, Milton och Schiller och målade även genrebilder.